# Johnny Karlitch
Johnny Karlitch est un cinéaste, journaliste, photographe et écrivain libanais, né le 4 janvier 1958 à Beyrouth.

## Biographie
Après de longues années dans l’enseignement, Johnny Karlitch rejoint une petite télé thématique à moyens très limités - Antenne Plus, l'amie des enfants -, où il assure la réalisation et la production de trois programmes, avant de proposer, en 1992, ses services à une chaîne professionnelle libanaise, NewTV : de 1992 à 1994, il sera concepteur et réalisateur de quatre programmes socioculturels, éducatifs et divertissants. 

## Carrière
En 1995, il réalise treize documentaires, commandés par le ministère libanais de la Culture. Il a occupé, d’octobre 1997 à février 2010, les fonctions de secrétaire de rédaction, correcteur et responsable culturel dans le mensuel francophone Noun.
En 1999, il produit et réalise « Beyrouth, cœur et corps », une vision de la ville de Beyrouth qu'il qualifie de fable documentaire. Parallèlement à ses activités de journaliste, il acquiert en 2002 une caméra MiniDV, convaincu que le numérique lui permettra de se réapproprier les moyens de production du cinéma. Il tourne alors son premier court métrage de fiction, « Aquarius ». En homme-orchestre, il cumule les fonctions pour finaliser ce film, avec l'aide de professionnels et de passionnés du cinéma. 
En 2004, il réalise deux courts métrages, « Le Huitième Messager » et « Lost in Lynch » ; et un troisième en 2006, « Un jour de juillet, banlieue sud de Beyrouth », tous trois tournés en MiniDV.
Dans les limbes de l'arbitraire
En juin 2007, il produit, réalise et monte un documentaire de 46 minutes en MiniDV, « Dans les limbes de l'arbitraire », qu'il présente ainsi :
« Des êtres désemparés, fragilisés, vivent, depuis près de trente ans pour certains, depuis plus de dix-sept ans pour la plupart, dans un no man’s land existentiel, dans l’attente du retour improbable d’un proche bien-aimé, enlevé au Liban entre 1975 et 1990 par les milices et envoyé par la suite en détention arbitraire en Syrie.
Odette, Fatmé, Mirinda, Sonia, Samia et Mahmoud racontent ce quotidien interminable qui est le leur depuis tant d’années. Réconfortés et soutenus par leur rassemblement au sein de Solide (Soutien aux Libanais en détention et en exil), ils mènent ensemble un combat pacifique dans une tente dressée, depuis avril 2005, face au siège de l’Escwa, à Beyrouth.
Ce documentaire révèle leur souffrance, leurs angoisses, mais aussi leur espoir et leur détermination à ne pas baisser les bras devant un fait accompli inique. » 
Le documentaire a été interdit de diffusion par les autorités libanaises, en dépit de son approche apolitique de la situation vécue par les parents des détenus arbitraires en Syrie.
Il va de soi que ce film ne doit pas être réduit au silence à l'extérieur du Liban.
(« Dans les limbes de l'arbitraire » a finalement été diffusé sur la chaîne Al Arabiya, en août 2011.)
En septembre 2009, il a présenté un spectacle de lecture, « Beyrouth entre mes mains », au théâtre Monnot, et en octobre 2009, une exposition de photos,  « Nuits illuminées », à la galerie Rochane. 
La parution du no 137 (février 2010) du mensuel Noun marque le départ volontaire de Johnny Karlitch qui a choisi de pratiquer le journalisme en indépendant pour se consacrer de manière plus intense à l’écriture et à l’élaboration de ses projets audiovisuels et photographiques.
En juillet 2011, il a apposé le mot FIN sur son premier roman, un thriller d'anticipation intitulé « Je ne suis rien sans toi », rebaptisé « 01.01.2013 », qu'il publiera finalement en autoédition, en juillet 2012.
En octobre 2011, il a finalisé la post-production de son documentaire, « Une dérive vers la lumière », qui témoigne du combat de jeunes gens pour recouvrer leur dignité.
En janvier 2012, il a mis en chantier un documentaire sur les réfugiés irakiens du Liban.
Avril 2013: il a achevé l'écriture de son second roman, « Tremblements », une histoire d'amour qui se déroule au Liban, un huis clos intimiste dans des circonstances effroyables.